# La bionda di Pechino
La bionda di Pechino (The Blonde from Peking) è un film del 1967 diretto da Nicolas Gessner.

## Distribuzione
La pellicola è stata distribuita nelle sale italiane a partire dal 25 agosto 1967.